# Religión e Internet
Las religiones están representadas en Internet de muchas maneras. Hay sitios que intentan abarcar todas las religiones, tradiciones y creencias, como Patheos (que también ofrece un foro para el ateísmo y el humanismo ), Tolerancia religiosa y Beliefnet . También hay sitios que son específicos de una tradición religiosa. Muchos grupos de discusión, otros organizan debates teológicos y algunos ofrecen asesoramiento sobre doctrina religiosa. Algunos sitios pretenden proporcionar una experiencia religiosa que facilite la oración, la meditación o las peregrinaciones virtuales . Las personas también aprovechan los motores de búsqueda para investigar aspectos de la religión.  Algunos sitios web religiosos están traducidos a varios idiomas. Por ejemplo, JW. ORG presenta contenido en más de 1000 idiomas.

## Cristianismo
Ha habido varios intentos de crear comunidades cristianas en línea, normalmente complementando, pero ocasionalmente intentando sustituir, a las comunidades cristianas más tradicionales, de ladrillo y cemento. Es habitual que incluso las iglesias cristianas de tamaño moderado, con sólo unos cientos de miembros, tengan páginas web para anunciarse y comunicarse con sus congregaciones. Por ejemplo, Scott Thumma, profesor asociado del Instituto Hartford para la Investigación de la Religión, descubrió que en EE. UU., entre 1998 y 2002, el porcentaje de iglesias con sitios web pasó del 11% al 45%. La mayoría de los sitios se centran en la enseñanza y el debate. Algunos experimentan con reuniones virtuales en el ciberespacio e intentan incorporar la enseñanza, oración, adoración e incluso la música. La i-church es la primera comunidad de Internet en ser plenamente reconocida como iglesia anglicana .
En 2023, el Dicasterio para la comunicación de la Santa Sede publicó el documento Hacia una plena presencia, una reflexión pastoral sobre la interacción en las redes sociales.

## Hinduismo
Hay varios sitios web que tratan de abarcar todas las tradiciones religiosas hindúes, como por ejemplo, el Universo hindú, mantenido por el Consejo de Estudios Hindúes . El sitio incluye escritura hindú y comentarios del Rig Veda, Upanishads, el Bhagvad Gita y las leyes de Manu .
Además, hay un gran número de sitios web dedicados a aspectos específicos de la tradición hindú. Por ejemplo, las principales epopeyas, el Mahabharata y el Ramayana, tienen sitios web dedicados a su estudio. Hay un sitio dedicado a la peregrinación de Kumbh Mela, que ofrece a los usuarios la oportunidad de unirse a los cientos de miles de peregrinos que se reúnen en Allahabad para bañarse en el Ganges . Sitios como Saranam.com permiten a los fieles pedir una puja en el templo hindú de su elección y muchas páginas tienen imágenes de deidades, que se cree que transmiten Darshan del mismo modo que las figuras de los templos. Los seguidores de Sri Vaishnava, Swaminarayan Sampraday y Dvaita Vedanta tienen sitios web, y la Sociedad Internacional para la Conciencia de Krishna, también conocida como Hare Krishnas, tiene su propio sitio, que incluye una Red Hare Krishna. Actualmente, los templos transmiten darshan en vivo por Internet. De hecho, también los eventos importantes se transmiten en vivo por Internet. Por ejemplo, el Templo Swaminarayan en Cardiff transmitió las celebraciones de su 25 aniversario en vivo por Internet en 2007.

## Islam
Los sitios islámicos cumplen distintas funciones, como asesorar sobre doctrina religiosa, descargar oraciones diarias y realizar la shahada a través de Internet. Por ejemplo, la página de Islam es un sitio web islámico completo, que enlaza con una versión íntegra del Corán . Sitios como Islam-Online, según Gary Bunt, de la Universidad de Gales, ofrecen información sobre la doctrina islámica, además de consejos sobre problemas individuales como el matrimonio, el culto y el uso de Internet. Para responder a las preguntas en línea, un imán o un equipo de eruditos religiosos suelen proporcionar una fatwa . Estos se almacenan en bases de datos que permiten a los usuarios en línea buscar su consulta específica. Gary Bunt ha comentado que esto tiene la ventaja de facilitar la resolución de cuestiones que se consideran peligrosas o vergonzosas de plantear en el marco doméstico.

## Judaísmo
Varios sitios web y blogs cubren el judaísmo y la vida judía en la red. Algunos sitios web argumentan cierto punto de vista religioso o político, mientras que otros adoptan un enfoque puramente cultural o secular. Los judíos conservadores, ortodoxos modernos, posconfesionales, reformistas, seculares y haredi escriben blogs sobre judaísmo . Algunos J-bloggers, aunque religiosos en la práctica, utilizan sus blogs para debatir puntos de vista teológicos que son escépticos o inconformistas. Los blogs J se dividen en radicales, liberales y conservadores con respecto a todas las comunidades judías en todo el mundo. Varios blogs, como CampusJ y Jewishschool, cubren la vida judía en el campus.   

## Vudú
Internet ha "difundido" vudú a través del ciberespacio, aumentando su accesibilidad fuera del contexto haitiano, ya que no hay un texto central para compartir. Alexandra Boutros explica que, si bien el vudú antes era secreto, ahora es público, está ampliamente extendido y cualquiera puede consumirlo a través del mundo cibernético. Su preocupación es que la difusión del vudú ha llevado a que Internet, al igual que la cultura popular, a estar lleno de "vudú que no es vudú". "Voodoo" es una grafía utilizada para denotar tropos de Vodou, la tradición haitiana, que perpetúan los malentendidos, las mentiras y los estereotipos. Por ello, Boutros explica que el vudú en línea, así como la ciberespiritualidad en general, no son representaciones de "religiones reales en lugares reales", sino que son su propia "entidad dinámica", y esta es una distinción importante que se debe hacer al estudiar vudú o cualquier otra religión y su presencia en línea.

## Nuevos movimientos religiosos
Muchos nuevos movimientos religiosos tienen sitios web. Un sitio web de la Iglesia de la Cienciología, por ejemplo, permite a los visitantes realizar una prueba de personalidad en línea (el Análisis de capacidad de Oxford ); sin embargo, para revisar los resultados completos de esta prueba, hay que hacer una cita para reunirse con un representante de la iglesia en persona. También ha habido una serie de batallas legales, a veces denominadas Cienciología versus Internet, en relación con la publicación de enseñanzas esotéricas como la " ópera espacial " y, más específicamente, Xenu .
Según Stephen O'Leary de la Universidad del Sur de California,el conocimiento de Internet por parte de Falun Gong fue un factor importante en su capacidad para organizar manifestaciones no autorizadas en la República Popular China . El líder del grupo, Li Hongzhi, pudo usar Internet para coordinar el movimiento, aunque actualmente vive en Nueva York.
Hay varios movimientos religiosos que han utilizado Internet ampliamente y esto ha sido estudiado por académicos, en el campo de la sociología de la religión . Los ejemplos citados por Adam Possamai, de la Universidad de Western Sydney, incluyen Jediism y Matrixism . Possamai utiliza el término 'religión hiperreal' para describir estas religiones mezcladas con la cultura popular, argumentando que forman parte de la lógica consumista del capitalismo tardío y se ven potenciadas por el creciente uso de internet.

## Otras lecturas
- Brenda E. Brasher, Dame esa religión en línea, Rutgers (2004),ISBN 0-8135-3436-4 .
- Gary R. Bunt, Islam in the Digital Age: E-jihad, Fatwas en línea y entornos cibernéticos islámicos, Plutón, Londres 2003,ISBN 0-7453-2099-6
- Douglas E. Cowan, Cyberhenge: paganos modernos en Internet, Routledge (2004),ISBN 0-415-96911-5 .

- Datos: Q7311151